# Майкиники
Майкиники (порт. Maiquinique)  —  муниципалитет в Бразилии, входит в штат Баия. Составная часть мезорегиона Юго-центральная часть штата Баия. Входит в экономико-статистический микрорегион Итапетинга. Население составляет 6956 человек на 2006 год. Занимает площадь 404 км². Плотность населения — 16,8 чел./км².
Праздник города —  16 июля.

## История
Город основан 16 июля 1962 года.

## Статистика
- Валовой внутренний продукт на 2003 год составляет 26 166 965,00 реалов (данные: Бразильский институт географии и статистики).
- Валовой внутренний продукт на душу населения на 2003 год составляет 3672,04 реала (данные: Бразильский институт географии и статистики).
- Индекс развития человеческого потенциала на 2000 год составляет 0,623 (данные: Программа развития ООН).